# Dusona baueri
Dusona baueri är en stekelart som beskrevs av Hinz 1973. Dusona baueri ingår i släktet Dusona och familjen brokparasitsteklar. Inga underarter finns listade i Catalogue of Life.